# La francese e l'amore
La francese e l'amore (La française et l'amour) è un film collettivo francese del 1960.

## Trama
Il film è costituito di sette episodi diretti da altrettanti registi francesi, che riassumono le tappe amorose delle donne francesi negli anni 1960:
1. L'Infanzia di Henri Decoin;
2. L'Adolescenza di Jean Delannoy;
3. La Verginità di Michel Boisrond;
4. Il Matrimonio di René Clair;
5. L'Adulterio di Henri Verneuil;
6. Il Divorzio di Christian-Jaque;
7. La Donna sola di Jean-Paul Le Chanois.

Jacques Bernard è il narratore che assicura la continuità degli sketches.